# Konsulat RP w Düsseldorfie
Konsulat RP w Düsseldorfie (niem. Polnisches Konsulat in Düsseldorf) – polska placówka konsularna działająca w okresie międzywojennym (1936–1939), przeniesiona z Essen.

## Kierownicy konsulatu
- 1936–1939 – Witold Adam Korsak, kons./kons. gen.

## Siedziba
Konsulat mieścił się przy Goldsteinstraße 12 (1937–1939).